# Janet Malcolm

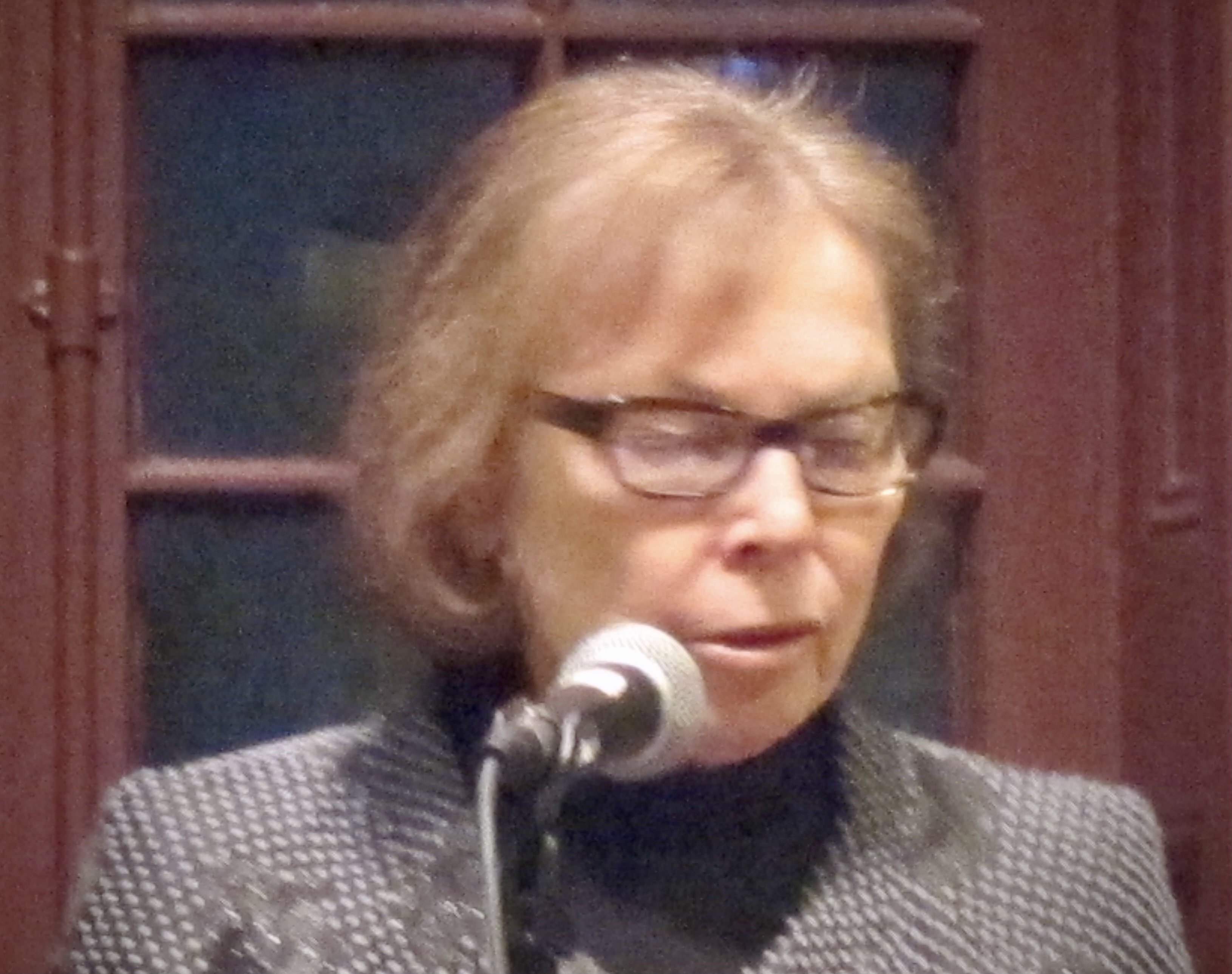
Janet Malcolm (2013)

Janet Malcolm (geboren als Jana Klara Wienerová am 8. Juli 1934 in Prag; gestorben am 16. Juni 2021 in Manhattan) war eine US-amerikanische Journalistin, Biografin und Essayistin.

## Leben
Jana Wiener war eine Tochter des Prager Arztes Joseph Wiener (später Joseph A. Winn) und der Rechtsanwältin Hanna Taussigová; ihre jüngere Schwester ist die US-amerikanische Journalistin Marie Winn (Marie Krajbich). Ihre Familie floh nach der deutschen Besetzung der Tschechoslowakei 1939 in die USA.
Janet Wiener besuchte in New York die High School of Music and Art und studierte an der University of Michigan. Wiener arbeitete seither als Redakteurin des Magazins The New Yorker. In ihrer künstlerischen Arbeit beschäftigte sie sich mit Kollagen. Sie war bis zu dessen Tod im Jahr 1975 mit dem Literaturkritiker Donald Malcolm verheiratet, der wie sie bei der Zeitschrift The New Yorker arbeitete. Ihre gemeinsame Tochter wurde 1963 geboren. Ab 1975 war sie mit Gardner Botsford, dem Herausgeber des New Yorker, verheiratet, dieser starb mit 87 Jahren im Jahr 2004. Malcom lebte in New York City. Sie starb im Juni 2021 im Alter von 86 Jahren an Lungenkrebs.
Malcolm war an der 1981 aufbrechenden Kontroverse um die Tätigkeit des Psychoanalytikers Jeffrey Masson im Freud-Archiv in New York und in Freuds Wohnung in London beteiligt und kritisierte Massons Thesen zu Sigmund Freuds geänderter Haltung zur Verführungstheorie und seine Vorgehensweise mit dem Archivmaterial. Malcolm schrieb darüber im New Yorker und veröffentlichte 1984 das Buch In the Freud Archives. Masson strengte daraufhin einen Beleidigungsprozess gegen den New Yorker und gegen Malcolm um 10 Millionen Dollar an, den der New Yorker letztlich gewann.
Malcolm erhielt 2008 den „PEN/Jacqueline Bograd Weld Award for Biography“ für das Buch über Gertrude Stein und Alice B. Toklas und außerdem den „Judy Grahn Award“ und einen „Lambda Literary Award“. Sie stand 2013 mit Forty-One False Starts auf der Shortlist des National Book Critics Circle Award. Ihr Essay The Journalist and the Murderer (1989) begann mit der Feststellung „Every journalist who is not too stupid or too full of himself to notice what is going on knows that what he does is morally indefensible“.
Sie war seit 2001 Mitglied der American Academy of Arts and Letters, Department of Literature.

## Schriften (Auswahl)
- Diana & Nikon: Essays on the Aesthetic of Photography (1980)
- Psychoanalysis: The Impossible Profession (1981)
  - Fragen an einen Psychoanalytiker. Zur Situation eines unmöglichen Berufs. Übersetzung Günther Mecke. Stuttgart: Klett-Cotta, 1983
- In the Freud Archives. London: Cape, 1984 (neues Nachwort 1997)
  - Vater, lieber Vater … Aus dem Sigmund-Freud-Archiv. Übersetzung Eva Brückner-Pfaffenberger. Frankfurt am Main; Berlin: Ullstein, 1986, ISBN 3-548-34319-8
- The Journalist and the Murderer. New York: Knopf, 1990 (über den Ehemörder Jeffrey MacDonald, den Journalisten Joe McGinniss und dessen Buch Fatal Vision (1983))
- The Purloined Clinic: Selected Writings. Essays. (1992)
- The Silent Woman: Sylvia Plath & Ted Hughes (1994)
  - Die schweigende Frau. Die Biographien der Sylvia Plath. Übersetzung Susanne Friederike Levin. Hamburg: Kellner, 1994
- The Crime of Sheila McGough (1999)
- Reading Chekhov: A Critical Journey (2001)
  - Tschechow lesen. Eine literarische Reise. Übersetzung Anna und Henning Ritter. Berlin: Berlin-Verlag, 2010
- Two Lives: Gertrude and Alice (2007)
  - Zwei Leben. Gertrude und Alice. Übersetzung Chris Hirte. Frankfurt am Main: Suhrkamp, 2008
- Burdock. New Haven: Yale University Press, 2008 (Buch über Kletten).
- Iphigenia in Forest Hills: Anatomy of a Murder Trial (2011) (Mordfall Mazoltuv Borukhova in Queens)
- Forty-one False Starts: Essays on Artists and Writers (2013)
- Nobody’s Looking at You: Essays. FSG, 2019

Kunstausstellung
- Janet Malcolm : free associations. Ausstellungskatalog. Mit einem Essay von Hilton Als. New York: Lori Bookstein Fine Art, 2011